# Rák csillagkép

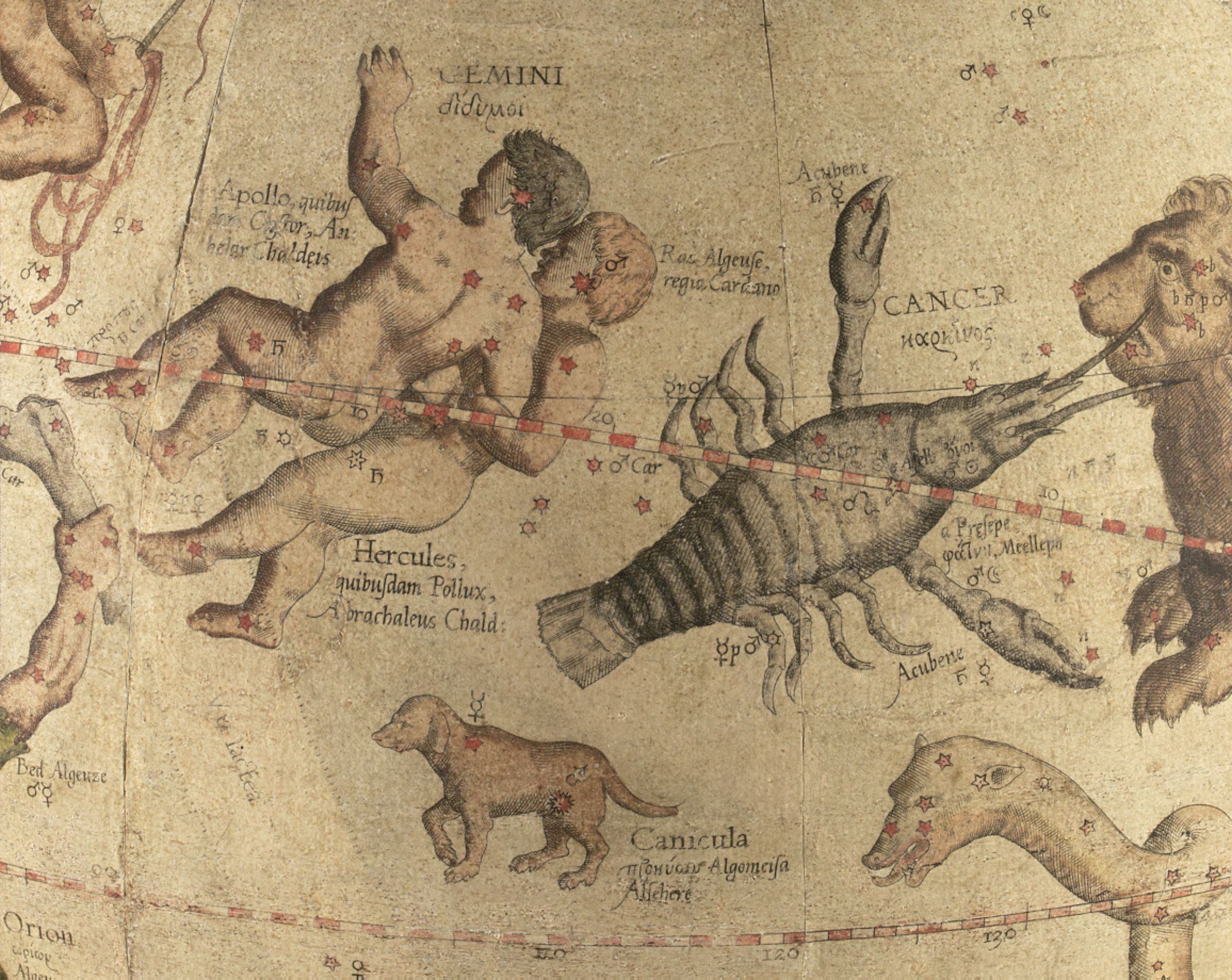
Az Ikrek és a Rák csillagkép rajza a Mercatorban

A Rák (latin: Cancer) egy csillagkép, egyike a 12 állatövi csillagképnek.

## Története, mitológia
A rák Héraklész mondakörébe tartozik. Amikor a hős a Hüdrával küzdött, Héra egy hatalmas rákot küldött, hogy harapdálja Héraklész bokáját. Ő (vagy Iolaosz) azonban agyonütötte a rákot, amit ezután Héra az égre helyezett.
Egy másfajta, de hasonló monda: amikor Héraklész a Hüdrával küzdött, a vízi állatok közül mindegyik melléállt, kivéve a rákot. Héra jutalmul a rákot az égre emelte.

## Látnivalók

A Rák csillagkép

### Csillagok
- α Cancri – Acubens (fekvő): egy 4,27 és egy 11 magnitúdós csillagból álló kettőscsillag, 11 szögmásodpercre vannak egymástól, csak távcső segítségével bonthatóak szét. A kettőscsillag távolsága 99 fényév.
- γ Cnc – Asellus Borealis (Északi csacsi): a 230 fényév távolságra lévő csillag fényrendje 4,m7.
- δ Cnc – Asellus Australis (déli csacsi): negyedrendű, 220 fényévre lévő, K0 színképtípusú óriáscsillag.
- ζ Cnc: Tobias Mayer észlelte először ezt a sárga színű kettőscsillagot, amely egy ötöd- és egy hatodrendű csillagból áll, és már kis távcsővel is szétbontható. Az összetevők távolsága 5,9". William Herschel 1781. november 21-én észlelt egy harmadik csillagot a főcsillag közelében. A háromtagú rendszer távolsága mintegy 78 fényév.
- ι Cnc: kis távcsővel szétbontható kettőscsillag. A főcsillag negyedrendű, sárga színű óriás, hetedrendű kísérővel.

Egyes források szerint a gamma és delta jelű csillagok neve onnan ered, hogy Jézus két szamáron vonult be Jeruzsálembe.

### Mélyég-objektumok
- M44 (NGC 2632): nyílthalmaz
- NGC 2775: spirálgalaxis